# Grupa „Włodzimierz”
Grupa „Włodzimierz” – improwizowany związek taktyczny Wojska Polskiego w II Rzeczypospolitej, improwizowany w trakcie kampanii wrześniowej 1939 roku.
Sformowana z jednostek zapasowych i pododdziałów marszowych oraz rozbitków wycofujących się na teren Wołynia w okresie od 11 do 14 września 1939.

## Formowanie i zmiany organizacyjne
Realizując wytyczne Naczelnego Wodza WP z 11 września 1939, minister spraw wojskowych gen. dyw. Tadeusz Kasprzycki zarządził organizowanie zapór policyjnych, zamknięcie przejść dla ludności cywilnej i władz samorządowych przez Bug od Brześcia do Sokala, a następnie przez Bełz Rawę Ruską do rzeki Wereszycy i do południowej granicy państwa. Utworzono trzy odcinki: „Szack” od Brześcia do Dubienki, „Włodzimierz” od Dubienki do północnej granicy Okręgu Korpusu nr VI oraz „Stanisławów” od rzeki Dniestr do miejscowości Sławsko. I wiceminister spraw wojskowych gen. bryg. Janusz Głuchowski 11 września rozkazał gen. bryg. Kazimierzowi Sawickiemu dyrektorowi Państwowego Urzędu Wychowania Fizycznego i Przysposobienia Wojskowego zorganizowanie zapory na Bugu na odcinku Włodawa-Sokal, ze stanowiskiem dowodzenia we Włodzimierzu Wołyńskim. Zadaniem głównym było zatrzymywanie oraz zbieranie żołnierzy i pododdziałów maszerujących na wschód z rozbitych na zachodzie jednostek. Z nich miano formować oddziały uzupełnień dla wycofujących się na wschód i południe wielkich jednostek. Zapora na Bugu miała stać się też linią obrony. Na terenie objętym jurysdykcją wojskową dowódcy Okręgu Korpusu nr II gen. bryg. Mieczysława Smorawińskiego, dowódcy zapory policyjnej we Włodzimierzu Wołyńskim gen. bryg. Kazimierzowi Sawickiemu podporządkowano po uzgodnieniu:
- bataliony marszowe pułków 27 Dywizji Piechoty i częściowo 13 Dywizji Piechoty,
- baterie marszowe 13, 27 i 3 pal,
- szwadrony marszowe pułków Wołyńskiej Brygady Kawalerii,
- Ośrodek Zapasowy 27 Dywizji Piechoty we Włodzimierzu Wołyńskim – dowódca ppłk Józef Gawlik,
- Ośrodek Zapasowy Artylerii Lekkiej typ specjalny nr 2 we Włodzimierzu Wołyńskim – dowódca płk Lucjan Jasiński,
- Ośrodek Zapasowy Wołyńskiej Brygady Kawalerii w Hrubieszowie – dowódca ppłk Kazimierz Halicki,
- Ośrodek Zapasowy Artylerii Konnej nr 2 w Zamościu – dowódca mjr Witold Płotnicki,
- Wołyńską Półbrygadę Obrony Narodowej – dowódca ppłk Władysław Ciepielowski[2],
- Ośrodek Zapasowy Artylerii Ciężkiej nr 1 w Chełmie Lubelskim[3].

Od 11 września w ww. ośrodkach zapasowych podjęto intensywne prace organizacyjne mające na celu zorganizowanie i sformowanie z posiadanych zasobów osobowych, uzbrojenia, wyposażenia i sprzętu jednostek bojowych mających obsadzić linię rzeki Bug. Przekazano do dyspozycji gen. Sawickiego z MSWoj. oficerów; ppłk. Józefa Zończyk-Bohusza, płk. Józefa Tunguz-Zawiślaka, ppłk. Władysława Turyczyna. Z Dowództwa OK nr II przydzielono ppłk. Józefa Kutybę. Zmobilizowano dodatkową ilość słabej jakości koni, pozyskano siodła i uprząż. Pozyskiwano mundury, broń i amunicję ze składnic OK nr II i wysuniętej składnicy w Czerkasach oraz z Głównej Składnicy nr 2 w Stawach koło Dęblina. Własnymi samochodami dla jednostek dostarczono kilka tysięcy karabinów i 120 sztuk broni maszynowej (rkm i ckm). Z Brześcia n/Bugiem dostarczono pociągami amunicję strzelecką i artyleryjską. Z podległych ośrodków zapasowych i pododdziałów marszowych sformowano:
- z OZ 27 DP – trzy improwizowane pułki piechoty liczące 12 batalionów,
- z OZAL typ spec nr 2 – sześć manewrowych baterii artylerii i pięć pozycyjnych (pozbawionych zaprzęgów) baterii artylerii,
- OZ Wołyńskiej BK – co najmniej 11 szwadronów kawalerii w Zgrupowaniu Kawalerii ppłk. Halickiego,
- OZAK nr 2 – dwie baterie artylerii konnej,
- ponadto dołączyły okresowo jednostki odwodu NW – 12 i 13 dywizjony artylerii najcięższej,
- inne jednostki czasowo, w tym z OZ 13 DP – batalion marszowy 43 pp.

Stany osobowe w batalionach piechoty nie przekraczały 500 żołnierzy, część baterii artylerii była bez zaprzęgów i jaszczy. W części oddziałów było słabe wyszkolenie piechoty, konie w zaprzęgach i kawalerii nie wszystkie wypełniały normy. Brak hełmów, masek pgaz., łopatek piechoty oraz części oporządzenia.
Wykorzystując przeszkody terenowe, takie jak zabagnione brzegi rzek, przeszkody wodne, wykonano polowe prace fortyfikacyjne wokół Włodzimierza Wołyńskiego i Usiługu. Łączność początkowo zapewniono poprzez istniejące linie telefoniczne napowietrzne, lecz z uwagi na działalność niemieckich grup dywersyjnych i bojówek ukraińskich w dalszej części walk posługiwano się sporadycznie łącznością radiową, a najczęściej gońcami konnymi, rowerowymi i motorowymi.

## Działania bojowe
Realizując zadania obronne już część jednostek 11 września zajęła stanowiska obronne, organizując ośrodki oporu na linii rzeki Bug. Batalion 23 pułku piechoty kpt. Stefana Cybulskiego w rejonie Gródek-Wygadanka, batalion 24 pułku piechoty kpt. Tadeusza Kostarkiewicza w Sokalu przy moście, batalion 50 pułku piechoty mjr. Stanisława Stawarza w Korytnicy. Tego dnia do Kryłowa został wysłany wzmocniony 3 szwadron I dywizjonu konnego z formującego się Zgrupowania Kawalerii ppłk. Kazimierza Halickiego. Od 12 września w rejon Sokala sukcesywnie przemieściły się pozostałe dywizjony i szwadrony ppłk. Halickiego z Hrubieszowa i baterie improwizowane z OZAK nr 2 z Zamościa oraz batalion marszowy 43 pułku piechoty z Dubna. Odbywała się dalsza organizacja jednostek i polowe prace fortyfikacyjne. 13 września gen. Sawicki uzyskał informację od gen. bryg. Piotra Skuratowicza o niemieckim zagonie pancerno-motorowym maszerującym w kierunku Rawy Ruskiej i na Sokal i Hrubieszów. Z uwagi na powyższe dowódca grupy zorganizował również obronę na linii rzeki Ług na odcinku Uściług-Włodzimierz. Wycofał z Sokala Zgrupowanie Kawalerii ppłk. Halickiego organizując nim obronę rzeki Ług w rejonie Porycka. 13 września nad Bug dotarły pierwsze rozpoznawcze czołówki niemieckiej 4 Dywizji Lekkiej ze składu 14 Armii. 14 września walkę w rejonie Kryłowa stoczył szwadron 3/I dywizjonu konnego rtm. Tomasza Wdziękońskiego. W dniu 14 września gen. Sawicki zorganizował obronę linii rzeki Ług od Włodzimierza do ujścia Ługu do Buga poprzez stworzenie ośrodków obrony:
- Ośrodek „Uściług” pod dowództwem płk. piech. Józefa Tunguz-Zawiślaka (cztery bataliony piechoty, z 5-działową baterią pozycyjną),
- Ośrodek „Kompleks Leśny” („Piatydnie”) pod dowództwem ppłk. piech. Władysława Turyczyna (dwa bataliony piechoty i bateria pozycyjna),
- Ośrodek „Włodzimierz” pod dowództwem ppłk. piech. Józefa Kutyby (cztery bataliony piechoty i dwie baterie pozycyjne, oddział spieszonych artylerzystów),
- Odwód pod dowództwem ppłk. Józefa Gawlika (z trzema batalionami piechoty, trzema bateriami manewrowymi i jedną pozycyjną artylerii ciężkiej)
- Grupę „Sokal” pod dowództwem ppłk. Kazimierza Halickiego (z batalionem piechoty, trzema dywizjonami kawalerii i innymi pododdziałami oraz dwoma bateriami z 6 armatami) w rejonie Porycka[7].

Nocą 14/15 września Zgrupowanie Kawalerii ppłk Halickiego przeszło do rejonu Łucka do dyspozycji gen. Skuratowicza, batalion marszowy 43 pp odmaszerował do Dubna. Również nocą z linii Bugu ściągnięto bataliony 23 i 50 pp przydzielając je do ośrodka „Uściług”, a batalion 24 pp do ośrodka „Włodzimierz”. Wieczorem czołowe niemieckie pododdziały nawiązały styczność bojową z obsadą ośrodka Uściług oraz podeszły w rejon Włodzimierza. Rano 15 września niemiecki 11 pułk strzelców kawalerii ze wsparciem 102 pułku artylerii wykonały natarcie na przeprawę w Uściługu, które odparto. Około godz. 13.00 przy silnym wsparciu artylerii niemiecka piechota przeprowadziła natarcie przez bród na Ługu i uderzyła na skrzydło batalionu marszowego 50 pp mjr Stawarza, batalion został zmuszony do wycofania się do Uściuługa i poniósł znaczne straty osobowe. Niemiecka piechota zdobyła most na Ługu i przeprawiła dodatkowe pododdziały na wschodni brzeg. Silne niemieckie natarcie wyparło bm 50 pp z Uściługa. O godz. 15.00 wprowadzony do kontrataku batalion 24 pp kpt. Sosińskiego ze skutecznym wsparciem baterii 105 mm kpt. Leona Meleszkiewicza, odbił Uściług. Inny niemiecki oddział po walce pod Kryłowem 14 września i wycofaniu się szwadronu 3/I dywizjonu konnego do Łucka. Dotarł o godz. 15.00 15 września dotarł do Włodzimierza Woł. od strony południowej i stoczył walkę z obsadą ośrodka „Włodzimierz”. W wyniku walki bataliony ppłk Gawlika wsparte baterią por. Gila, odparły niemieckie natarcie i odrzuciły jednostkę wroga wzięły do niewoli jeńców i zdobyły motocykle i broń maszynową. Nocą obsady odcinków płk. Tunguz-Zawiślaka i ppłk Gawlika wykonały wypady na siły niemieckie. Powodzenie odniósł wypad z Uściługu, gdzie podpalono kilka niemieckich pojazdów. 16 września w godzinach porannych na odcinku płk Tunguz-Zawiślaka niemiecka piechota zmotoryzowana kontynuowała natarcie na Uściług ponownie zmuszając o godz. 11.00 część bm 50 pp do wycofania się z zachodniej części miasta. Ponowny kontratak batalionu 24 pp ze wsparciem artylerii, odbił utraconą część Uśiługu. Batalion mjr Stawarza przeszedł do odwodu. Na odcinku ppłk Kutyby ok. godz. 15.00 przy silnym wsparciu artylerii, niemiecka piechota zmotoryzowana z udziałem 30 pojazdów pancernych wykonała natarcie na Włodzimierz. Próba natarcia została zatrzymana ześrodkowaniem ognia większości artylerii grupy. Następnym celem były koszary 27 pułku artylerii lekkiej, natarcie odparła artyleria odcinka i broniący koszar oddział spieszonych artylerzystów mjr. Baranowskiego. Baterie artylerii z odcinka zniszczyły dwa niemieckie czołgi, a pozostałe zostały zmuszone do odwrotu. Oddział artylerzystów mjr Baranowskiego wziął do niewoli kilku niemieckich motocyklistów. Około godz. 17.00 jeden z niemieckich pododdziałów w rejonie Folwarku Zarzecze wyszedł na przedpole obrony batalionu 23 pp i w ogniu jego kompanii ckm pod dowództwem kpt. Władysława Łozińskiego poniósł duże straty. Ostrzał artylerii, w tym dwóch haubic 155 skutecznie powstrzymywał niemieckie natarcia głównie 11 pułku strzelców kawalerii i elementów 9 pułku rozpoznawczego. Niemieckie oddziały 4 DLek. w rejonie Włodzimierz -Hrubieszów były atakowane przez klucz polskich bombowców z XV dywizjonu bombowego. Na odcinkach Włodzimierz i Uściług trwała wymiana ognia artyleryjskiego do późnych godzin wieczornych. Nocą 16/17 września piechota z odwodu grupy wykonała wypad na wieś Zarzecze, wyrzucając niemiecki pododdział z niej. Nocą oddziały 4 DLek. rozpoczęły odwrót, rano 17 września na wszystkich odcinkach obrony nie było kontaktu bojowego z nieprzyjacielem. W dniu 17 września po otrzymaniu informacji o wkroczeniu wojsk sowieckich na teren II RP, gen. Sawicki zamierzał wyruszyć z Grupą „Włodzimierz” w kierunku południowym, lecz gen. Smorawiński zakazał tego i podczas odprawy odebrał dowództwo gen. Sawickiemu, jednocześnie podjął decyzję o przeprowadzeniu demobilizacji żołnierzy zamieszkałych na wschód od Bugu. Z pozostałą częścią zamierzał skapitulować przed wojskami sowieckimi. O godz. 2.00 18 września gen. Sawicki odjechał z grupą oficerów sztabu w kierunku południowym, przekraczając granicę węgierską 20 września. We Włodzimierzu nastąpiła 18 września demobilizacja, oficerowie podzielili się, na tych którzy nie zamierzali podporządkować się rozkazowi i na tych którzy zamierzali skapitulować. Artylerzyści mający zamiar dalej walczyć uformowali dywizjon spieszony pod dowództwem mjr Mrówczyńskiego i pomaszerowali 19 września o godz. 9.00 do Uściługa. Skąd po postoju w Bereźnicy koło Horodła pomaszerowali na południe. W trakcie dalszego marszu 20 września dywizjon rozpadł się na mniejsze grupki, które kontynuowały dalszy marsz na południe lub na zachód. Płk Józef Zawiślak i ppłk Stanisław Klementowski z chcących dalej walczyć żołnierzy sformowali 3 bataliony z 23 pp, 24 pp i 50 pp. Bataliony te przeprawiły się przez Bug w Horodle na jego zachodni brzeg. W Horodle poprzez łącznika płk Zawiślak otrzymał rozkaz zawrócenia do Włodzimierza, rozkaz wykonał i z dwoma batalionami powrócił do Włodzimierza. Batalion ppłk. Klementowskiego składający się z żołnierzy 24 pp i 23 pp zawrócił do Uściuługa i tam zatrzymał się oczekując na rozwój dalszych wydarzeń. Oba bataliony płk. Zawiślaka oraz batalion ON „Łuck” zakwaterowane w koszarach Wołyńskiej Szkoły Podchorążych Rezerwy Artylerii, stoczyły z wkraczającymi oddziałami pancernymi 26 Brygady Czołgów, dwugodzinną walkę. Rano 20 września obrońcy koszar zgodzili się złożyć broń na prośbę gen. Smorawińskiego, za cenę wolnego marszu na zachodni brzeg Bugu. Po wyjściu z koszar i złożeniu broni, kolumna została otoczona przez czołgi sowieckie i popędzona na wschód do niewoli. Batalion ppłk Stanisława Klementowskiego po uzyskaniu informacji o losie pozostałych batalionów 21 września rano ruszył w kierunku Krasnegostawu, gdzie dołączył do XIX Brygady Piechoty płk dypl. Jana Korkozowicza. Dużą grupę 160 żołnierzy 50 i 23 pp z Włodzimierza wyprowadził mjr Piotr Kiełkowski, w Hrubieszowie grupa ta weszła w skład odtworzonego 43 pułku piechoty XIII Brygady Piechoty. Część żołnierzy dołączyła do wszystkich okolicznych oddziałów WP walczących na terenie Lubelszczyzny, nieliczni przedarli się przez granicę węgierską.

## Obsada dowódcza Grupy „Włodzimierz”
Dowództwo Grupy „Włodzimierz”
- dowódca grupy – gen. bryg. Kazimierz Sawicki
- adiutant – kpt. san. Józef Marian Szeremeta
- zastępca dowódcy – płk art. Lucjan Jasiński †1940 Katyń
- szef sztabu – ppłk piech. Józef Zończyk Bohusz
- szef służby intendentury – kpt. int. Zygmunt Sylwester Michalski †1940 Katyń[13]

Dowódcy Ośrodków/Zgrupowań/Pułków
- płk piech. Józef Tunguz-Zawiślak
- ppłk piech. Stanisław II Klementowski – zastępca dowódcy odcinka „Uściług”
- ppłk piech. Władysław Turyczyn
- ppłk piech. Józef Kutyba †1940 Katyń
- ppłk piech. Józef Gawlik
- ppłk kaw. Kazimierz Halicki

Piechota
- batalion marszowy 43 pp dowódca – por. Leon Wanat (od 11 do 14 IX)
- batalion marszowy 23 pp dowódca – por. Włodzimierz Kasprowicz
- batalion piechoty 23 pp OZ dowódca – mjr piech. st. sp. Władysław II Sawicki
  - dowódca kompanii ckm – kpt. Władysław Łoziński
- batalion piechoty 23 pp OZ dowódca – kpt. Stefan Cybulski
  - dowódca kompanii strzeleckiej – por. rez. Stanisław Marcinkowski
- batalion marszowy 24 pp dowódca – kpt. Tadeusz Kosterkiewicz
  - dowódca kompanii ckm – por. Piotr Łupiński
- batalion piechoty 24 pp OZ dowódca – NN
- batalion piechoty 24 pp OZ dowódca – kpt. Wacław Sosiński
  - dowódca 1 kompanii strzeleckiej – ppor. Bronisław Czarnocki
- batalion marszowy 50 pp dowódca – mjr piech. Stanisław Stawarz †1940 Katyń
  - dowódca kompanii strzeleckiej – por. Tadeusz Piechociński
- batalion piechoty 50 pp OZ dowódca – mjr Piotr Kiełkowski
  - dowódca 3 kompanii strzeleckiej – ppor. Stanisław Pietruszka
  - dowódca kompanii ckm – ppor. Antoni Tucki
- batalion piechoty 50 pp OZ dowódca – kpt. Piotr Chmielewski
- batalion piechoty 50 pp OZ dowódca – NN
- batalion piechoty 50 pp OZ dowódca – NN
- batalion ON „Łuck” dowódca – mjr Włodzimierz Wojtych

Artyleria
- bateria pozycyjna 75 mm armat por. art. Mirona Jana Zarudzkiego
- bateria pozycyjna 105 mm armat kpt. art. Leona Meleszkiewicza
- bateria pozycyjna 75 mm armat kpt. art. Józefa Feliksa Krzemińskiego
- bateria pozycyjna 75 mm armat kpt. Zygmunta Majewskiego
- bateria pozycyjna 100 mm haubic kpt. Tadeusza Sieferta
- bateria stała ciężka 155 mm haubic – NN
- bateria ruchoma armat 75 mm kpt. art. Tymoteusza Bolesty
- bateria ruchoma 75 mm armat por. art. Jana Gila
- bateria ruchoma 100 mm haubic kpt. Tadeusza Prus-Studzińskiego
- bateria ruchoma 75 mm armat ppor. Stanisława Tatarkowskiego
- bateria ruchoma 75 mm armat kpt. art. Mieczysława Klimowicza
- bateria ruchoma 75 mm armat ppor. art. rez. inż. Wolfa Rozenberga